# Cleora albobrunneata
Cleora albobrunneata là một loài bướm đêm trong họ Geometridae.